# Ramón Martínez López
Ramón Martínez López (Assunção, 4 de janeiro de 1996) é um futebolista paraguaio que atua como volante. Atualmente, joga pelo Paysandu.[carece de fontes?]
Revelado pelo Guaraní em 2015, Martínez foi campeão do Torneio Clausura de 2016 e da Copa do Paraguai de 2018 com o clube. Em junho de 2019, se transferiu para o Atlético Mineiro.
Em 5 de setembro de 2019, Martínez fez sua estreia pela Seleção Paraguaia, entrando no segundo tempo do amistoso contra o Japão.

## Títulos
Guaraní
- Campeonato Paraguaio: Clausura 2016[carece de fontes?]
- Copa do Paraguai: 2018[carece de fontes?]

Atlético Mineiro
- Campeonato Mineiro: 2020[carece de fontes?]

Libertad
- Campeonato Paraguaio: Apertura 2021[carece de fontes?]

Paysandu
- Copa Verde: 2025[3]